# Stade Geoffroy-Guichard
Das Stade Geoffroy-Guichard ist ein Rugby- und Fußballstadion im Quartier Carnot Le Marais der französischen Stadt Saint-Étienne, Département Loire. Es ist Heimspielstätte des Fußballvereins AS Saint-Étienne. Es war u. a. einer von zehn Austragungsorten der Fußball-Europameisterschaft 2016 und wurde im Vorfeld dafür renoviert. Die Sportstätte trägt die Spitznamen Le Chaudron oder Le Chaudron vert (deutsch Der Kessel, Der grüne Kessel).

## Geschichte
Der Bau des Stadions wurde September 1930 begonnen. Am 13. September 1931 wurde die Anlage feierlich eröffnet, am 17. September fand das erste Spiel statt. Damals gab es nur eine Tribüne, die 1.800 Anhängern Platz bot. Schrittweise wurde die Kapazität ausgebaut. 1938 gab es bereits 15.000 Zuschauerplätze, 1957 wurde im Geoffroy-Guichard die Leichtathletikanlage entfernt und auf 25.000 Plätze erweitert. 1965 verkaufte der Club das Stadion an die Stadt für umgerechnet 25 Mio. Euro und es wurde eine Flutlichtanlage installiert. 1968 wurde die nächste Ausbaustufe mit 39.570 Plätzen eingeweiht. Zwischen 1968 und 1976 wurden alle Zuschauerränge überdacht. Für die Fußball-Europameisterschaft 1984 wurde das Gelände modernisiert und das Platzangebot auf 48.274 erhöht, davon waren 22.000 Sitzplätze. Die Fußball-Weltmeisterschaft 1998 führte zu einer erneuten Renovierung und der Reduzierung der Kapazität auf die aktuelle Zahl von 41.965 Sitzplätze. Das Stadion bietet seit 1998 ausschließlich Sitzplätze. Der Bau besitzt vier Tribünen, die jeweils in Ober- und Unterrang unterteilt sind. Die Rekordkulisse von 47.747 Zuschauern wurde im Viertelfinale des französischen Pokals im Spiel gegen Lille am 11. Mai 1985 erreicht. Nach dem Umbau und der damit erfolgten Reduzierung der Zuschauerplätze steht der Rekord bei 35.352 Zuschauern im Spiel der Ligue 1 gegen Olympique Lyon in der Saison 2005/06.
Die Fédération Française de Football hatte sich mit dem Stade Geoffroy-Guichard für die Ausrichtung des Endspiels der UEFA Europa League 2022/23 beworben. Der Verband hatte der UEFA erforderliche Unterlagen zugesandt, die geprüft wurden. Saint-Étienne hatte sich zuvor gegen Toulouse (Stadium Municipal), Nizza (Stade de Nice) und Montpellier (Stade de la Mosson) durchgesetzt, so Gaël Perdriau, Bürgermeister von Saint-Étienne. Letztlich erhielt die ungarische Hauptstadt Budapest mit der Puskás Aréna den Zuschlag.

## Name
Das Stade Geoffroy-Guichard verdankt seinen Namen Geoffroy Guichard, der die Einzelhandelskette Casino gegründet hat. Die AS Saint-Étienne hat ihren Ursprung bei Angestellten dieser Firma. Das Stadion steht auf einem Grundstück, das vormals im Besitz von Casino war.

## Tribünen
- Gesamtkapazität: 41.965[4]
- Tribune Charles Paret: Nord, 10.085 Plätze, davon 7956 auf Kop Nord und 2129 auf dem Oberrang, von 1983 bis 2012 hatte sie ein Acrylglasdach
- Tribune Jean Snella: Süd, 10.145 Plätze, davon 7817 auf Kop Süd und 2328 auf dem Oberrang
- Tribune Pierre Faurand: West, 7606 Plätze, davon 18 Logen und etwa 1200 V.I.P.-Plätze
- Tribune Henri Point:  Ost, 13.842 Plätze, davon 2100 Plätze für Gästefans

## Wichtige Ereignisse

### Spiele zur Fußball-Europameisterschaft 1984
Das Stade Geoffroy-Guichard war Austragungsort von zwei Partien der Fußball-Europameisterschaft 1984.
| Datum         | Runde    | Heim       | Gast        | Ergebnis  |
| ------------- | -------- | ---------- | ----------- | --------- |
| 14. Juni 1984 | Vorrunde | Rumänien   | Spanien     | 1:1 (1:1) |
| 19. Juni 1984 | Vorrunde | Frankreich | Jugoslawien | 3:2 (0:1) |

### Spiele zur Fußball-Weltmeisterschaft 1998
Während der Fußball-Weltmeisterschaft 1998 war das Stade Geoffroy-Guichard Schauplatz von sechs Spielen.
| Datum         | Runde        | Heim           | Gast       | Ergebnis                        |
| ------------- | ------------ | -------------- | ---------- | ------------------------------- |
| 14. Juni 1998 | Vorrunde     | BR Jugoslawien | Iran       | 1:0 (0:0)                       |
| 17. Juni 1998 | Vorrunde     | Chile          | Österreich | 1:1 (0:0)                       |
| 19. Juni 1998 | Vorrunde     | Spanien        | Paraguay   | 0:0                             |
| 23. Juni 1998 | Vorrunde     | Schottland     | Marokko    | 0:3 (0:1)                       |
| 25. Juni 1998 | Vorrunde     | Niederlande    | Mexiko     | 2:2 (2:0)                       |
| 30. Juni 1998 | Achtelfinale | Argentinien    | England    | 2:2 n. V. (2:2, 2:2), 4:3 i. E. |

### Qualifikationsspiel zur Weltmeisterschaft der Frauen 2003
Am 16. November 2002 trat die französische Frauennationalelf im Chaudron zum entscheidenden Spiel um den letzten UEFA-Startplatz bei der Weltmeisterschaft 2003 gegen England an. Der 1:0-Sieg (Torschützin: Corinne Diacre) sicherte den Französinnen die erste WM-Teilnahme überhaupt, und mit 23.685 Zuschauern wurde ein Besucherrekord verzeichnet, der bis zum Juni 2016 Bestand hatte.

### Spiele zur Rugby-Union-Weltmeisterschaft 2007
2007 fanden drei Partien der Rugby-Union-Weltmeisterschaft im Stade Geoffroy-Guichard statt.
| Datum         | Runde    | Heim       | Gast               | Ergebnis      |
| ------------- | -------- | ---------- | ------------------ | ------------- |
| 9. Sep. 2007  | Vorrunde | Schottland | Portugal           | 56:10 (28:10) |
| 26. Sep. 2007 | Vorrunde | Samoa      | Vereinigte Staaten | 25:21 (22:3)  |
| 29. Sep. 2007 | Vorrunde | Schottland | Italien            | 18:16 (12:10) |

### Spiele zur Fußball-Europameisterschaft 2016
Anlässlich der Fußball-Europameisterschaft 2016 fanden im Stade Geoffroy-Guichard insgesamt vier Spiele statt.
| Datum         | Runde        | Heim       | Gast     | Ergebnis                        |
| ------------- | ------------ | ---------- | -------- | ------------------------------- |
| 14. Juni 2016 | Vorrunde     | Portugal   | Island   | 1:1 (1:0)                       |
| 17. Juni 2016 | Vorrunde     | Tschechien | Kroatien | 2:2 (0:1)                       |
| 20. Juni 2016 | Vorrunde     | Slowakei   | England  | 0:0                             |
| 25. Juni 2016 | Achtelfinale | Schweiz    | Polen    | 1:1 n. V. (1:1, 0:1), 4:5 i. E. |

### Spiele zur Rugby-Union-Weltmeisterschaft 2023
2023 fanden vier Partien der Rugby-Union-Weltmeisterschaft im Stade Geoffroy-Guichard statt.
| Datum         | Runde    | Heim        | Gast     | Ergebnis |
| ------------- | -------- | ----------- | -------- | -------- |
| 9. Sep. 2023  | Vorrunde | Italien     | Namibia  | 52 : 8   |
| 17. Sep. 2023 | Vorrunde | Australien  | Fidschi  | 15 : 22  |
| 22. Sep. 2023 | Vorrunde | Argentinien | Samoa    | 19 : 10  |
| 1. Okt. 2023  | Vorrunde | Australien  | Portugal | 34 : 14  |

## Galerie

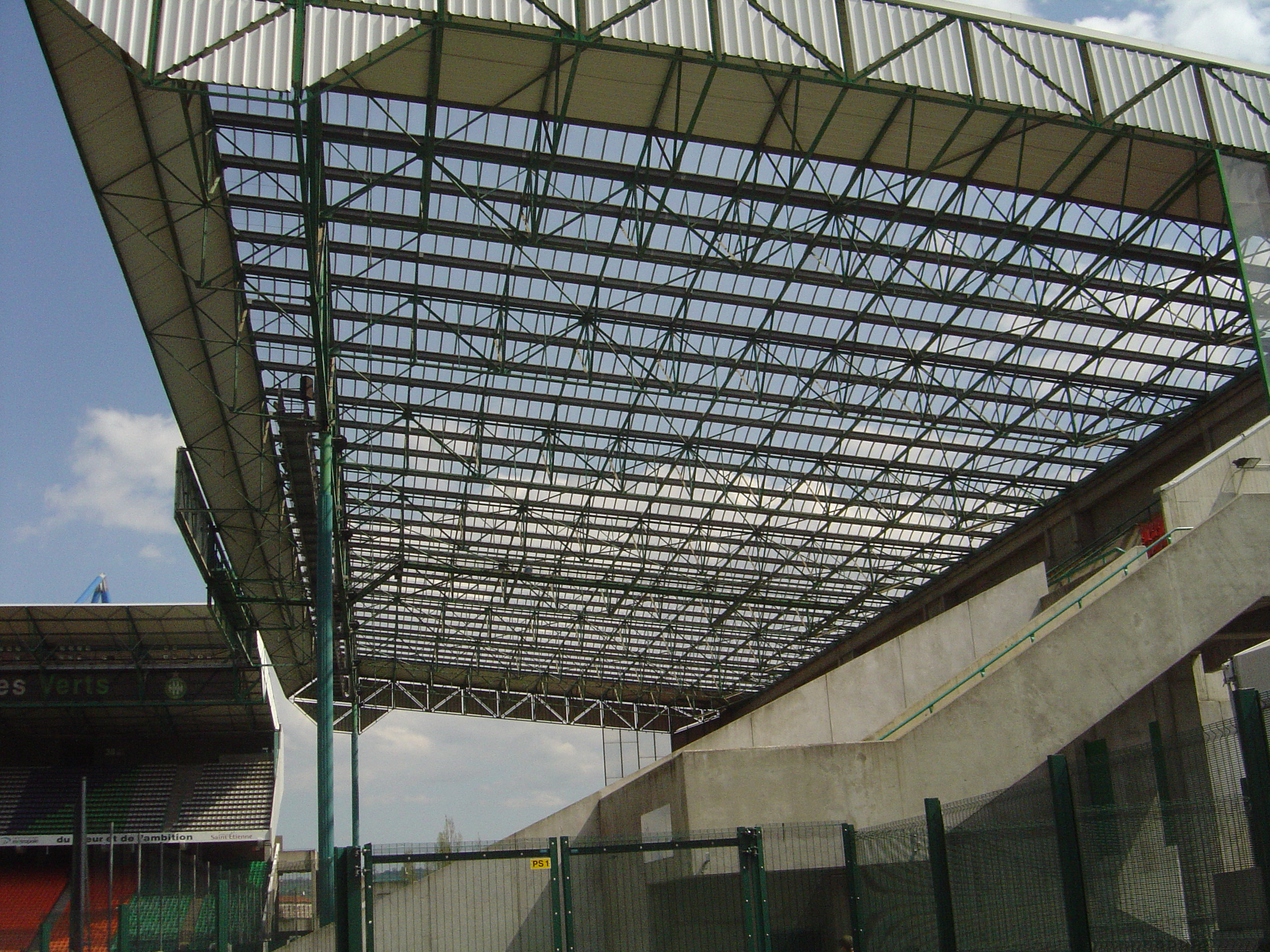
Das frühere Acrylglasdach auf dem Kop Süd
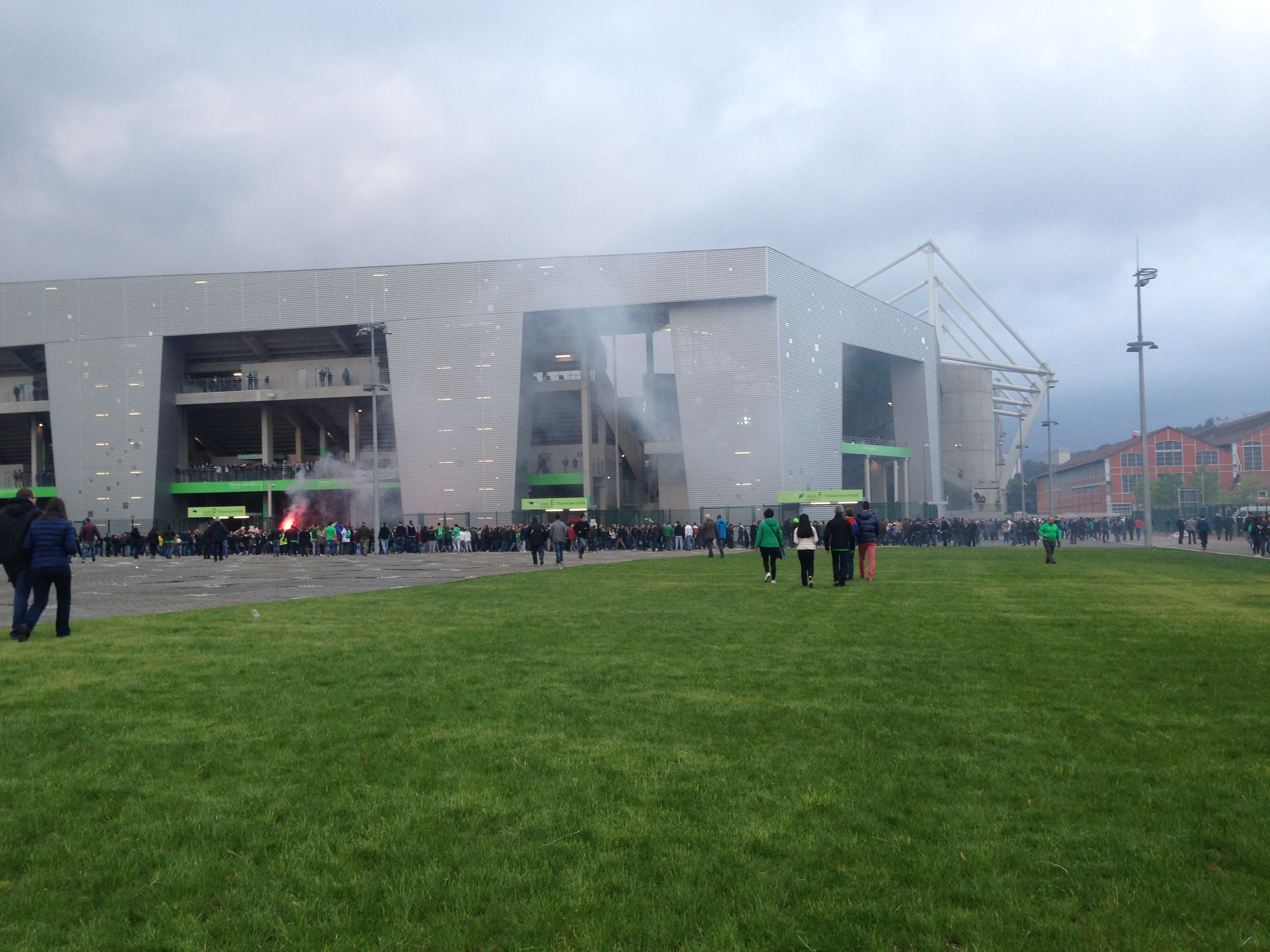
Das Stadion im Mai 2016
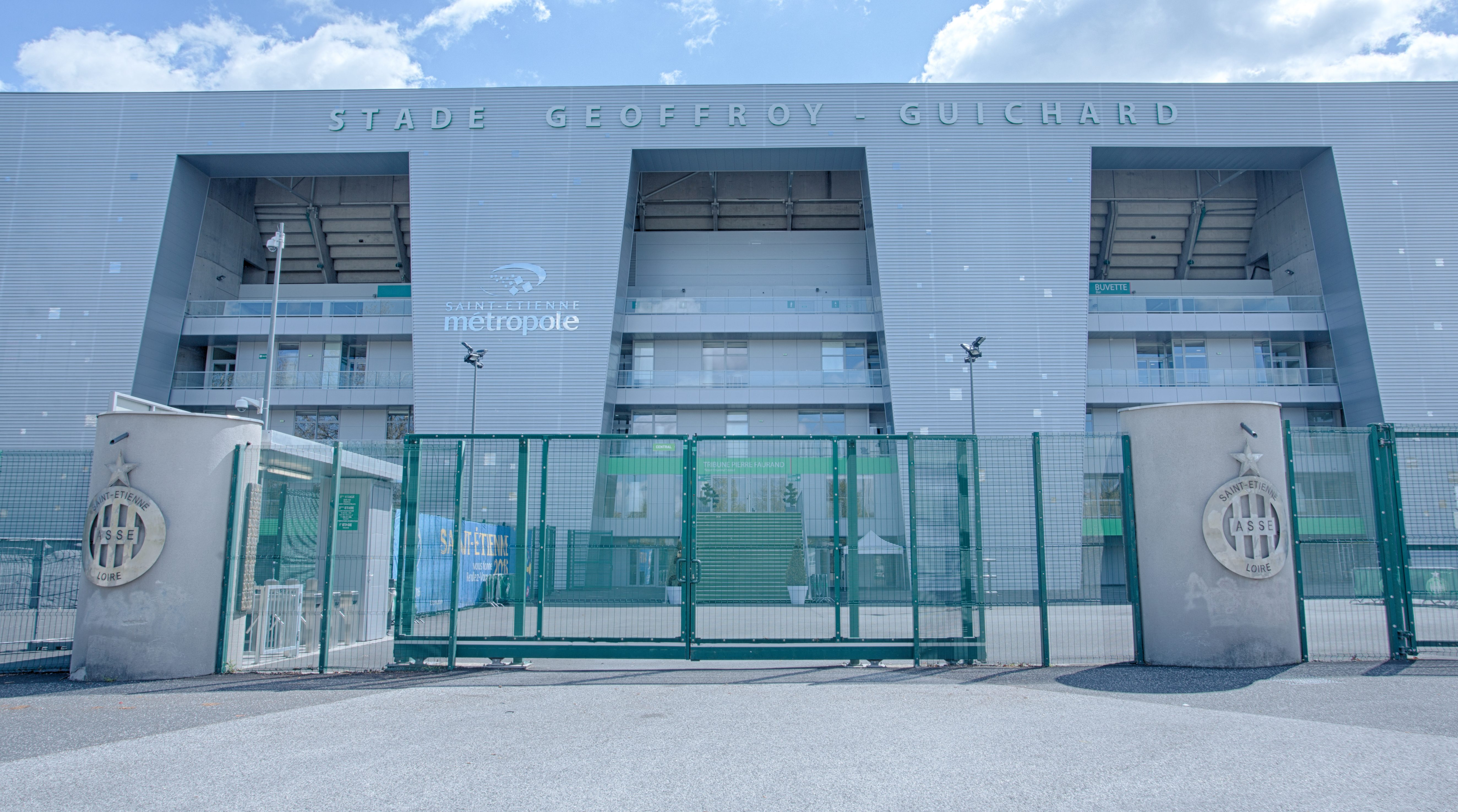
Der Haupteingang an der Tribune Pierre Faurand (2016)
Luftaufnahme vom April 2016, nach dem letzten Umbau für die Fußball-Europameisterschaft 2016